# 大井囃子
大井囃子（おおいばやし）は東京都品川区で行われている祭囃子であり、1985年3月14日に品川区無形文化財の指定を受けている。

## 歴史
囃子は280年前の享保年間、葛西香取明神の神主、能勢環が鎌倉時代の雑曲演奏を手本に編み出した。「若囃子」の流れを組むもので、江戸時代中期に創始された葛西囃子が各地に広まり、今から170年前の江戸時代末期にいまの形が整えられ伝えられている。
大井囃子は典型的な、にぎやかな五人囃子で文政3年（1820年）目黒囃子の流れを組む、荏原郡大井村字原の豪農、倉本彦五郎が発起人となり初代師匠倉本三五郎が目黒系の囃子を受けて次第に工夫した結果、明治3年（1870年）頃に格調を備えて更嶋神社はもちろん、各地域の神社で披露され戦後は正調を伝える人もほとんどいなくなった。そこで品川区最古の郷土芸能を復興させるべく主に西大井一丁目が中心となり西大井一丁目、二丁目の有志の方々による存続を呼びかけ、翌年昭和35年11月、大井囃子を熟知していた大井鈴ヶ森の野口政吉（当時61歳）を師匠に迎え保存会を結成し復活させた。
その後、品川区指定無形文化財「大井囃子」として認定された。（民俗芸能第1号 1985年3月14日指定）。毎年7月19日の中祭（昔は人参参り）、秋は第三の土日曜日に行われる例大祭にお囃子を奉納演奏している。
楽器は笛1人、大太鼓1人、調太鼓2人、四助1人（鉦）からなる五人で行われ、曲は打ち込み・破矢・乱拍子・宮昇殿・鎌倉四調目・鎌倉・國堅・四調目・玉・破矢・納め、の10曲で構成されている（昔は江ノ島・馬込という曲も存在した）。